# 肥前國風土記
《肥前國風土記》（ひぜんのくにふどき）乃是日本奈良時代初期編纂、關於肥前國（今九州佐賀縣、長崎縣）的風土記；也是現存流傳較為完整的五部風土記之一。

## 概要
奈良時代初期元明天皇下詔各令制國的國衙開始編纂，主要以漢文記述。為了整備律令制度，仿效中國的地方志編纂，並做為地方統治的方針。由於該書編纂時正採用鄉里制作為行政區域劃分，城郭、烽火、驛站等軍事相關的事項亦詳實記載。天平4年（公元732年）開始設置節度使後，至天平12年（公元740年）廢除鄉里制，此段時間內的見解是否有力，則沒有明確的證據。因為本書與《豐後國風土記》出現諸多共通點，顯見在大宰府主導下各令制國同時期開始編纂風土記。受到《日本書紀》等舊史料影響頗深，從其內容編寫可窺知一二。
該書主體上記錄國名、郡名的源由，但因為內容稍嫌簡略，也有人將現存流傳的版本視為簡略本。此外，該書對於景行天皇、神功皇后的傳說，以及土蜘蛛（不願歸順大和朝廷的地方豪族）、女性盜賊首領等之故事頗多著墨，是為其特徵。

### 內容構成
該書卷首為總記，記錄肥前國之概要與國名源由；接著記述各郡之郡名源由與傳承，許多地名與景行天皇遠征九州時巡幸各地有關，另外也記錄了許多土蜘蛛（不願歸順大和朝廷的地方豪族）的故事。
- 卷首
- 基肄郡
- 養父郡
- 三根郡
- 神埼郡
- 佐嘉郡
- 小城郡
- 松浦郡
- 杵嶋郡
- 藤津郡
- 彼杵郡
- 高來郡

### 存本
現今流傳下來的版本可分成：
- 久老本：此存本由江戶時代日本國學學者荒木田久老（日语：荒木田久老）（公元1746年-1804年）校注、浪華（今大阪）柳原喜兵衛於寬政12年（1800年）出版。
- 豬熊本：日本國學學者豬熊信男（明治15年5月5日-昭和38年7月3日）[3]所藏之手抄本，據書風推斷或為鎌倉時代或南北朝時代以前之寫本[4]，該古抄本已被指定為日本國寶。

## 內部連結
- 古風土記

## 外部連結
- （日語）架蔵『肥前国風土記』写本全画像 （页面存档备份，存于）
- （日語）肥前国風土記/荒木田久老校正 （页面存档备份，存于），早稲田大学図書館